# Деліануова
Деліануова (італ. Delianuova, сиц. Dilianova) — муніципалітет в Італії, у регіоні Калабрія,  метрополійне місто Реджо-Калабрія‎.
Деліануова розташована на відстані близько 510 км на південний схід від Рима, 95 км на південний захід від Катандзаро, 27 км на північний схід від Реджо-Калабрії.
Населення — 3364 особи (2014).
Щорічний фестиваль відбувається 6 грудня. Покровитель — S. Nicola.

## Демографія
Населення за роками:

Станом на 1 січня 2023 року в муніципалітеті офіційно проживало 38 іноземців з 9 країн, серед них 26 громадян країн Євросоюзу та 3 громадяни України.

## Сусідні муніципалітети
- Козолето
- Сан-Лука
- Шидо